# 吉塔拉斯·杨纽瑟维西斯
吉塔拉斯·杨纽瑟维西斯（英語：Gintaras Januševičius，1985年01月16日—），立陶宛钢琴家。
出生于莫斯科一个音乐世家。1987年，他和家人搬迁到立陶宛的克莱佩达。4岁开始学习钢琴。曾就读于汉诺威音乐与戏剧学院。曾师从弗拉基米尔·克莱涅夫、拉扎尔·伯尔曼和伯恩德·格茨格。
吉塔拉斯在2010年馬略卡島举行的一个国际钢琴比赛中获得一等奖。同年，他在第16届Pinerolo（意大利）国际钢琴比赛、德国Wernigerode“新星”国际钢琴大赛和第19届伊维萨国际钢琴比赛中获得奖项。
2002年，他赢得了在爱沙尼亚举办的国际肖邦钢琴比赛大奖。2004年，他受邀参加蒙特利尔音乐大赛决赛。2011年4月，他在汉诺威社会举办的肖邦国际钢琴比赛获奖。
吉塔拉斯经常在世界知名的音乐厅举办演出，其中包括莫斯科音乐学院音乐厅、巴塞羅那的加泰罗尼亚音乐厅、深圳音樂廳、爱沙尼亚音乐厅、在塔林立陶宛国家爱乐音乐厅、摩尔多瓦国家爱乐音乐厅、西班牙国家爱乐音乐厅、柏林德国战败博物馆、阿尔弗雷德·科尔托音乐厅等。他也曾与世界上多个交响乐团合作同台演出，例如莫斯科国家交响、深圳交響樂團、立陶宛国家交响、巴利阿里群岛交响乐团、蒙特利尔交响乐团。

## 外部連結
- Official Website （页面存档备份，存于）
- Klaipėda Piano Masters （页面存档备份，存于）